# Tottenham Hotspur Football Club 1983-1984
Questa voce raccoglie le informazioni riguardanti il Tottenham Hotspur Football Club nelle competizioni ufficiali della stagione 1983-1984.

## Maglie e sponsor
Lo sponsor tecnico per la stagione 1983-1984 è Le Coq Sportif, mentre lo sponsor ufficiale è Holsten
| Manica sinistra · Maglietta · Maglietta · Manica destra · Pantaloncini · Calzettoni | Manica sinistra · Maglietta · Maglietta · Manica destra · Pantaloncini · Calzettoni |  |

## Rosa
| N. |                        | Ruolo | Calciatore      |
| -- | ---------------------- | ----- | --------------- |
|    | Inghilterra (bandiera) | P     | Ray Clemence    |
|    | Inghilterra (bandiera) | P     | Tony Parks      |
|    | Inghilterra (bandiera) | D     | Mark Bowen      |
|    | Inghilterra (bandiera) | D     | Ian Culverhouse |
|    | Irlanda (bandiera)     | D     | Chris Hughton   |
|    | Inghilterra (bandiera) | D     | Gary Mabbutt    |
|    | Inghilterra (bandiera) | D     | Paul Miller     |
|    | Inghilterra (bandiera) | D     | Tim O'Shea      |
|    | Inghilterra (bandiera) | D     | Graham Roberts  |
|    | Inghilterra (bandiera) | D     | Gary Stevens    |
|    | Inghilterra (bandiera) | D     | Danny Thomas    |
|    | Inghilterra (bandiera) | D     | Simon Webster   |
|    | Argentina (bandiera)   | C     | Osvaldo Ardiles |
|    | Inghilterra (bandiera) | C     | Gary Brooke     |

| N. |                        | Ruolo | Calciatore      |
| -- | ---------------------- | ----- | --------------- |
|    | Inghilterra (bandiera) | C     | Ian Crook       |
|    | Inghilterra (bandiera) | C     | Micky Hazard    |
|    | Inghilterra (bandiera) | C     | Glenn Hoddle    |
|    | Inghilterra (bandiera) | C     | Gary O'Reilly   |
|    | Inghilterra (bandiera) | C     | Steve Perryman  |
|    | Scozia (bandiera)      | A     | Steve Archibald |
|    | Inghilterra (bandiera) | A     | Rob Brace       |
|    | Scozia (bandiera)      | A     | Alan Brazil     |
|    | Inghilterra (bandiera) | A     | Allan Cockram   |
|    | Inghilterra (bandiera) | A     | Richard Cooke   |
|    | Inghilterra (bandiera) | A     | Garth Crooks    |
|    | Scozia (bandiera)      | A     | Ally Dick       |
|    | Inghilterra (bandiera) | A     | Mark Falco      |
|    | Irlanda (bandiera)     | A     | Tony Galvin     |

## Risultati

### Coppa UEFA
| Arbitro: | Amundsen |

|  |           |                                                      |
|  | Marcatori | 5’, 74’ Falco 34’ Crooks 44’ Galvin 51’, 81’ Mabbutt |

| Arbitro: | Briguglio |

|                                                                           |           |  |
| Falco 17’, 35’ Roberts 26’, 41’ Brazil 50’, 74’ Archibald 56’ Hughton 60’ | Marcatori |  |

| Arbitro: | Guruceta Muro |

|                                   |           |                         |
| Archibald 7’, 33’ Galvin 19’, 39’ | Marcatori | 75’ Cruijff 81’ Nielsen |

| Arbitro: | Agnolin |

|  |           |                        |
|  | Marcatori | 25’ Hughton 84’ Galvin |

| Arbitro: | Keizer |

|                |           |  |
| Rummenigge 86’ | Marcatori |  |

| Arbitro: | Delmer |

|                         |           |  |
| Falco 53’ Archibald 88’ | Marcatori |  |

| Arbitro: | Sostarić |

|                          |           |  |
| Archibald 59’ Brazil 67’ | Marcatori |  |

| Arbitro: | Prokop |

|                                 |           |                        |
| Prohaska 63’ (rig.) Nyilasi 88’ | Marcatori | 12’ Brazil 82’ Ardiles |

| Arbitro: | Wurtz |

|                      |           |           |
| Gudelj 67’ Pešić 77’ | Marcatori | 19’ Falco |

| Arbitro: | Casarin |

|           |           |  |
| Hazard 6’ | Marcatori |  |

| Arbitro: | Galler |

|           |           |            |
| Olsen 85’ | Marcatori | 58’ Miller |

| Arbitro: | Roth |

|                                        |                      |                                         |
| Roberts 83’                            | Marcatori            | 60’ Czerniatynski                       |
| Roberts Falco Stevens Archibald Thomas | Tiri di rigore 4 – 3 | Olsen Grün Scifo Vercauteren Guðjohnsen |